# Indianola (Iowa)
Indianola es una ciudad ubicada en el condado de Warren en el estado estadounidense de Iowa. En el Censo de 2010 tenía una población de 14782 habitantes y una densidad poblacional de 507,41 personas por km².

## Geografía
Indianola se encuentra ubicada en las coordenadas 41°21′45″N 93°33′57″O / 41.36250, -93.56583. Según la Oficina del Censo de los Estados Unidos, Indianola tiene una superficie total de 29.13 km², de la cual 29.13 km² corresponden a tierra firme y (0%) 0 km² es agua.

## Demografía
Según el censo de 2010, había 14782 personas residiendo en Indianola. La densidad de población era de 507,41 hab./km². De los 14782 habitantes, Indianola estaba compuesto por el 96.87% blancos, el 0.52% eran afroamericanos, el 0.24% eran amerindios, el 0.72% eran asiáticos, el 0.05% eran isleños del Pacífico, el 0.25% eran de otras razas y el 1.34% pertenecían a dos o más razas. Del total de la población el 1.47% eran hispanos o latinos de cualquier raza.